# الحي الحسني

الحي الحسني على الخريطة

الحي الحسني نموذج للحي المغربي الذي يزاوج بين مظاهر الأحياء الحديثة، والأحياء الشعبية، والدليل على ذلك تحوّل أرصفته إلى أسواق لعرض مختلف السلع، وهو ما جعل عمالة الحي الحسني - عين الشق تهتمّ بهذا الحيّ وتسعى لتنظيمه والقضاء على فوضى الأسواق به.

## تاريخ الحي الحسني (درب جديد)
تمت أكبر عملية لإعادة توطين قاطني دور الصفيح مباشرة بعد الاستقلال. حيث شرعت المصالح الادارية بالدار البيضاء في تجميع مختلف مدن الصفيح ابتداء من سنوات الأربعينات. حيث ضم حي الصفيح المرمم لدرب الجديد سنة 1957 أكثر من 15000 ساكن وجانب بعض التجهيزات والخدمات . لكن حريق متعمد دمر عدة براريك مؤقتة وأسرع من عملية إعادة التوطين . في هذا السياق تم تكليف إلي ازاكوري (ELIE AZAGUR) بوضع تصميم تهيئة موجه لاستقبال 25000 شخص. حيث قام بتنويع عرض السكن باقتراحه مساكن فردية من طابق أو طابقين ومباني جماعية مكونة من طابق إلى أربعة طوابق . تحتوي كل واحدة منهم على شقق من غرفتين مع مطبخ وحمام، إلى جانب إنشاء متاجر، مناطق خضراء وعامة وسط الحي. كما حافظ الحي على هوية متينة على الرغم من التعديلات، وخوصصة المجال العام وعمليات الرفع من المباني التي تجاوزت ما تم تحديده من قبل المهندس إلي أزاكوري.

## بعض شوارع الحي الحسني
- شارع سيدي عبد الرحمن
- شارع ابن سينا
- شارع أفغانستان
- شارع واد أم الربيع
- شارع أبي رقراق
- شارع عبد الهادي بوطالب

## موقع أكاديمية جهة الدار البيضاء
تقع أكاديمية جهة الدار البيضاء الكبرى في منطقة الحي الحسني بزاوية شارع ابن سينا و شارع سيدي عبد الرحمن والتي تشمل النيابات التالية:
- نيابة عين السبع ـ الحي المحمدي
- نيابة عين الشق ـ الحي الحسني
- نيابة مولاي رشيد ـ سيدي عثمان
- نيابة الدار البيضاء ـ أنفا
- نيابة ابن مسيك ـ مديونة
- نيابة الفداء ـ درب السلطان
- نيابة سيدي البرنوصي ـ زناتة
- نيابة المحمدية

## محطات ترامواي (الحي الحسني)

محطات الترامواي (الحي الحسني)

يمر خط الترامواي بأحياء سيدي مومن وحي مولاي رشيد عبر شارع عقبة بن نافع وشارع ابن تاشفين كما يمر عبر الحي المحمدي عبر شارع الشهداء وشارع الاوداية، وكذلك وسط المدينة والمرافق الإدارية عبر شارع محمد الخامس انطلاقا من ساحة الأمم المتحدة، حيث رسم مسار هذا الخط عبر شارع الحسن الثاني وشارع عبد المومن مرورا بأحياء مرس السلطان وسيدي بليوط والمستشفيات، وعند نهاية شارع عبد المومن بالمعاريف قرر مهندسو هذا الخط تفريقه إلى خطين الأول يمر عبر شارع أنوال والمشروع الجديد لأنفا ليصل إلى الحي الحسني عبر شارع سيدي عبد الرحمان وشارع أفغانستان.

## سوق السعادة (سوق ولد مينة)
هو سوق شهير في منطقة الحي الحسني يعود تاريخ تشييده إلى عام 1983، يبلغ عدد المحلات التي يحتويها هذا السوق ما يفوق 700 محل موزع، اختصاصها ما بين التجارة، خصوصا بيع الأثاث المنزلي والأجهزة الإلكترونية والحيوانات، والحرف كالنجارة والحدادة والحلاقة وتعود تسميته «ولد امينة» إلى المالك الأول للأرض المجاورة للسوق.

## من بين مساجد منطقة الحي الحسني
- مسجد أفغانستان
- مسجد التقوى
- مسجد الكوثر
- مسجد حي المطار
- مسجد حي الشرطة
- مسجد الفرقان

## من بين مرافق منطقة الحي الحسني
- المعهد المتخصص للتكلنوجية التطبيقية
- مصحة الأم والطفل الحي الحسني
- الخزانة الجماعية للحي الحسني
- سينما أنفا الحي الحسني
- دار الشباب الحي الحسني
- المركز التجاري مرجان الحي الحسني